# Cieplice (gmina)
Gmina Cieplice – dawna gmina wiejska funkcjonująca w latach 1940–1944 pod okupacją niemiecką w Polsce. Siedzibą gminy były Cieplice.
Gmina Cieplice powstała z:
- północno-środkowej części gminy Adamówka (Adamówka, Cieplice, Dobcza, Krasne, Pawłowa, Słoboda);
- północno-wschodniej części gminy Sieniawa (Dąbrowica, Piskorowice, Rudka);
- fragmentu północno-zachodniej części gminy Dzików Stary;
- fragmentu południowo-wschodniej części gminy Kuryłówka.

Obszary te należały przed wojną do powiatu jarosławskiego;. Jednostkę przyłączono 1 stycznia 1940 do zwiększonego terytorialnie powiatu biłgorajskiego (Kreishauptmannschaft Bilgoraj), należącego wówczas do dystryktu lubelskiego Generalnego Gubernatorstwa. Pozostałe części gmin Adamówka i Sieniawa (z m.in. Sieniawą) weszły w skład Kreishauptmannschaft Jaroslau w dystrykcie krakowskim, natomiast okrojone gminy Dzików Stary i Kuryłówka znalazły się również w powiecie biłgorajskim w dystrykcie lubelskim (choć zachodnią część gminy Kuryłówka przekształcono w gminę Leżajsk w dystrykcie krakowskim w GG.
W skład gminy wchodziły miejscowości: Adamówka, Cieplice, Dąbrowica, Dobcza, Krasne, Pawłowa, Piskorowice, Rudka i Słoboda.
22 sierpnia 1944 podział administracyjny Polski został odtworzony według stanu z 1939, tak więc gmina Cieplice została zniesiona.